# Pioneer H
Pioneer H es una sonda espacial del programa Pioneer que no llegó a lanzarse. Idéntica a las Pioneer 10 y 11, se planeó su lanzamiento para 1974. De haberse lanzado habría pasado a denominarse Pioneer 12, denominación que más tarde fue asignada a la misión Pioneer Venus. La sonda fue construida con partes de repuesto de las Pioneer 10 y 11 por la empresa TRW.
La misión de la sonda la habría llevado a sobrevolar Júpiter para luego ser desviada del plano de la eclíptica por la enorme gravedad del planeta gigante. Finalmente la dirección de la NASA no autorizó la misión. En 1976 la sonda fue donada al Museo Nacional del Aire y el Espacio, quitándole los generadores termoeléctricos de radioisótopos, que son una fuente de radiación.